# Rachad Mammadov
Pour les articles homonymes, voir Mammadov.
 (septembre 2024).
La mise en forme du texte ne suit pas les recommandations de Wikipédia : il faut le « wikifier ».
Les points d'amélioration suivants sont les cas les plus fréquents. Le détail des points à revoir est peut-être précisé sur la page de discussion.
- Les titres sont pré-formatés par le logiciel. Ils ne sont ni en capitales, ni en gras.
- Le texte ne doit pas être écrit en capitales (les noms de famille non plus), ni en gras, ni en italique, ni en « petit »…
- Le gras n'est utilisé que pour surligner le titre de l'article dans l'introduction, une seule fois.
- L'italique est rarement utilisé : mots en langue étrangère, titres d'œuvres, noms de bateaux, etc.
- Les citations ne sont pas en italique mais en corps de texte normal. Elles sont entourées par des guillemets français : « et ».
- Les listes à puces sont à éviter, des paragraphes rédigés étant largement préférés. Les tableaux sont à réserver à la présentation de données structurées (résultats, etc.).
- Les appels de note de bas de page (petits chiffres en exposant, introduits par l'outil «  Source ») sont à placer entre la fin de phrase et le point final[comme ça].
- Les liens internes (vers d'autres articles de Wikipédia) sont à choisir avec parcimonie. Créez des liens vers des articles approfondissant le sujet. Les termes génériques sans rapport avec le sujet sont à éviter, ainsi que les répétitions de liens vers un même terme.
- Les liens externes sont à placer uniquement dans une section « Liens externes », à la fin de l'article. Ces liens sont à choisir avec parcimonie suivant les règles définies. Si un lien sert de source à l'article, son insertion dans le texte est à faire par les notes de bas de page.
- La présentation des références doit suivre les conventions bibliographiques. Il est recommandé d'utiliser les modèles {{Ouvrage}}, {{Chapitre}}, {{Article}}, {{Lien web}} et/ou {{Bibliographie}}. Le mode d'édition visuel peut mettre en forme automatiquement les références.
- Insérer une infobox (cadre d'informations à droite) n'est pas obligatoire pour parachever la mise en page.

Pour une aide détaillée, merci de consulter Aide:Wikification.
Si vous pensez que ces points ont été résolus, vous pouvez retirer ce bandeau et améliorer la mise en forme d'un autre article.
Rachad Mammadov (en azéri : Rəşad Eynəddin oğlu Məmmədov ; né le 31 octobre 1973 dans la ville de Gandja) est un diplomate, Ambassadeur extraordinaire et plénipotentiaire de la République d'Azerbaïdjan.

## Biographie

### Études
Rachad Eyneddin oghlu Mammadov est diplômé de la faculté de droit de l’Université d'État de Bakou en 1995. En 2002-2004 il est diplômé de l'Académie d'État russe d'économie du nom de G. Plekhanov. En 2017-2020 il étudie à l'Université nationale kazakhe Al-Farabi.

### Parcours professionnel
Dans les années 1995-1996 Rachad Mammadov est chef du département de sécurité du parquet militaire de Bakou. En 1996 il travaille comme assistant du procureur militaire de Bakou. En 2000-2001 il est nommé Attaché de Bureau CEI au Ministère des Affaires étrangères de la République d'Azerbaïdjan.

### Activité diplomatique
De 2001 à 2006 il est troisième secrétaire puis deuxième secrétaire à l'ambassade de la République d'Azerbaïdjan en Fédération de Russie.
De 2006 à 2008 Mammadov est Chef du Secteur Juridique Consulaire à la Direction Consulaire du MAE d'Azerbaïdjan. En 2008 il est au poste du Consul général par intérim à Aktaou.
De 2010 à 2015 R.Mammadov est nommé Consul général de la République d'Azerbaïdjan à Aktau, République du Kazakhstan. De 2015 à 2021 il est Ambassadeur extraordinaire et plénipotentiaire de la République d'Azerbaïdjan auprès de la République du Kazakhstan
Dès 2021 Rachad Mammadov est l'Ambassadeur extraordinaire et plénipotentiaire de la République d'Azerbaïdjan auprès de la République de Turquie.